# Жанатурмыс (Мактааральский район)
Жанатурмыс (каз. Жаңатұрмыс) — село в Мактааральском районе Туркестанской области Казахстана. Входит в состав Енбекшинского сельского округа. Код КАТО — 514445200.

## Население
В 1999 году население села составляло 295 человек (155 мужчин и 140 женщин). По данным переписи 2009 года, в селе проживало 311 человек (160 мужчин и 151 женщина).